# Nørre Herlev
Nørre Herlev er en landsby i Nordsjælland med 424 indbyggere  (2024). Nørre Herlev er beliggende i Nørre Herlev Sogn nær Hillerødmotorvejen en kilometer vest for Brødeskov, seks kilometer syd for Hillerød centrum og 34 kilometer nordvest for Københavns centrum. Landsbyen tilhører Hillerød Kommune og er beliggende i Region Hovedstaden.
Nørre Herlev Kirke ligger i landsbyen.

## Kendte bysbørn
- Marie Nielsen, kommunistisk politiker